# Albinea
Albinea est une commune de la province de Reggio d'Émilie, dans l'Émilie-Romagne, en Italie.

## Administration
| Période                                  | Période  | Identité          | Étiquette       | Qualité |
| ---------------------------------------- | -------- | ----------------- | --------------- | ------- |
| 14 juin 2004                             | En cours | Antonella Incerti | Centro-Sinistra |         |
| Les données manquantes sont à compléter. |          |                   |                 |         |

### Hameaux
Borzano, Broletto, Ca' dei Buchi, Case Spadoni, Castello Montericco, Chiesa Albinea, Crostolo, Dallarosta, Fondo Oca, Gameda, Il Casone, La Russia, Montericco, Pareto di Sotto, Ponticelli, San Giacomo, Vitala.

### Communes limitrophes
Quattro Castella, Scandiano, Vezzano sul Crostolo, Viano.